# ダリオ・アルバレス
ダリオ・ラファエル・アルバレス・エスピナル（英: Darío Rafael Álvarez Espinal, 1989年1月17日 - ）は、ドミニカ共和国・サンティアゴ州サンティアゴ・デ・ロス・カバリェロス出身のプロ野球選手（投手）。左投左打。カナダのアマチュア野球のインターカウンティ・ベースボール・リーグ(IBL)のゲルフ・ロイヤルズ所属。
2021年開催の東京オリンピック 野球 銅メダリスト。

## 経歴

### プロ入りとフィリーズ傘下時代
2007年1月8日にフィラデルフィア・フィリーズと契約してプロ入り。同年から3年間傘下のルーキー級ドミニカン・サマーリーグ・フィリーズでプレー。2009年8月18日に自由契約となった。

### メッツ時代

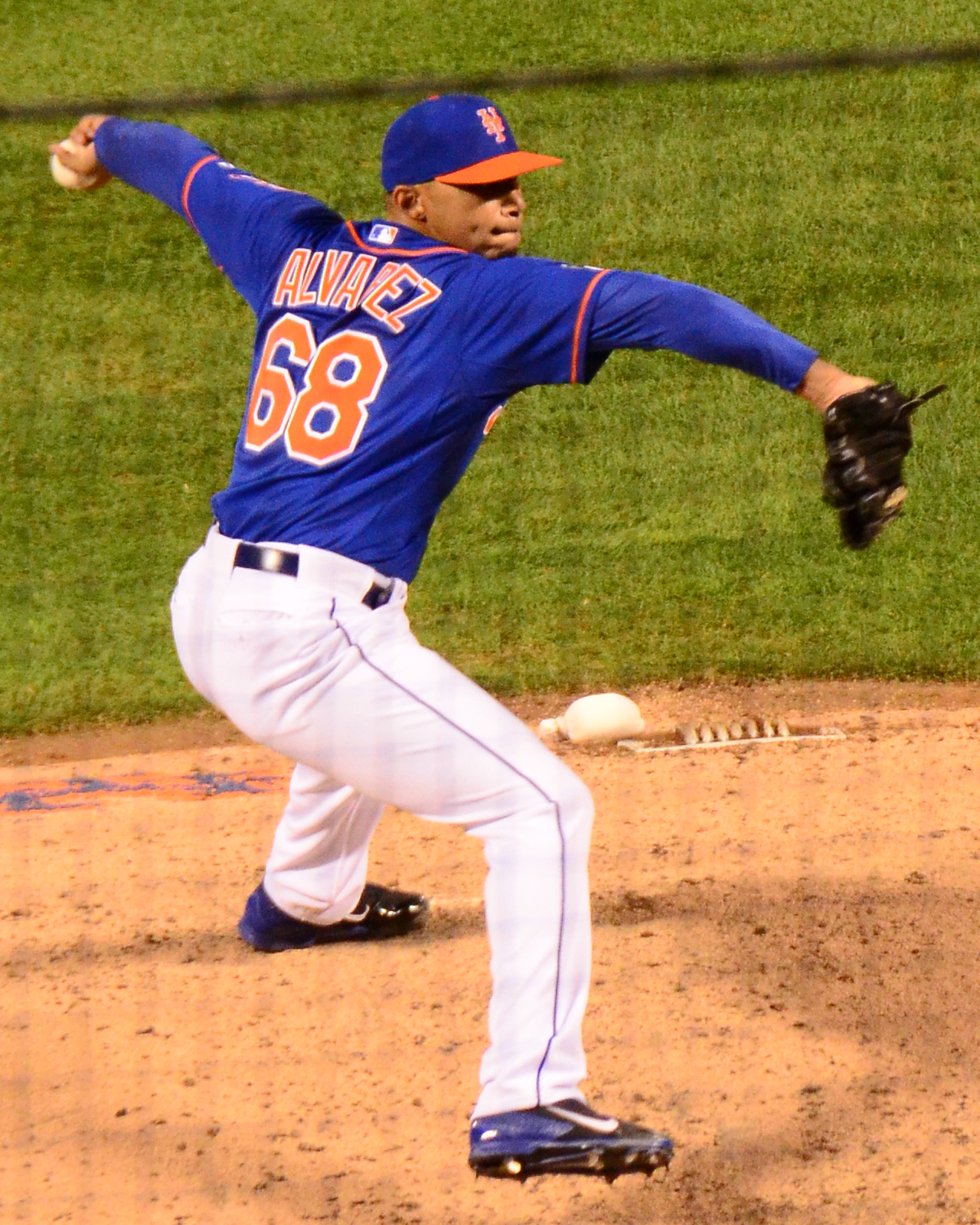
ニューヨーク・メッツ時代
(2014年9月10日)

2013年1月13日にニューヨーク・メッツと契約。この年はA-級ブルックリン・サイクロンズでプレーし、12試合に先発登板して2勝4敗・防御率3.10・57奪三振の成績を残した。
2014年はA級サバンナ・サンドナッツとA+級セントルーシー・メッツ、AA級ビンガムトン・メッツでプレーし、マイナー3球団合計では29試合（先発6試合）に登板して10勝1敗2セーブ・防御率1.10・114奪三振の成績を残した。セプテンバーコールアップでのロースター拡大により9月1日にメジャー契約を結んでアクティブ・ロースター入りした。9月3日のマイアミ・マーリンズ戦でメジャーデビュー。この年メジャーでは4試合に登板して防御率13.50・1奪三振の成績を残した。オフにはアリゾナ・フォールリーグに参加し、スコッツデール・スコーピオンズに所属した。
2015年は大半をマイナー（AA級ビンガムトンとAAA級ラスベガス・フィフティワンズ）で過ごし、メジャーでは6試合に登板して1勝0敗・防御率12.27・6奪三振の成績を残した。
2016年5月23日にDFAとなった。

### ブレーブス時代

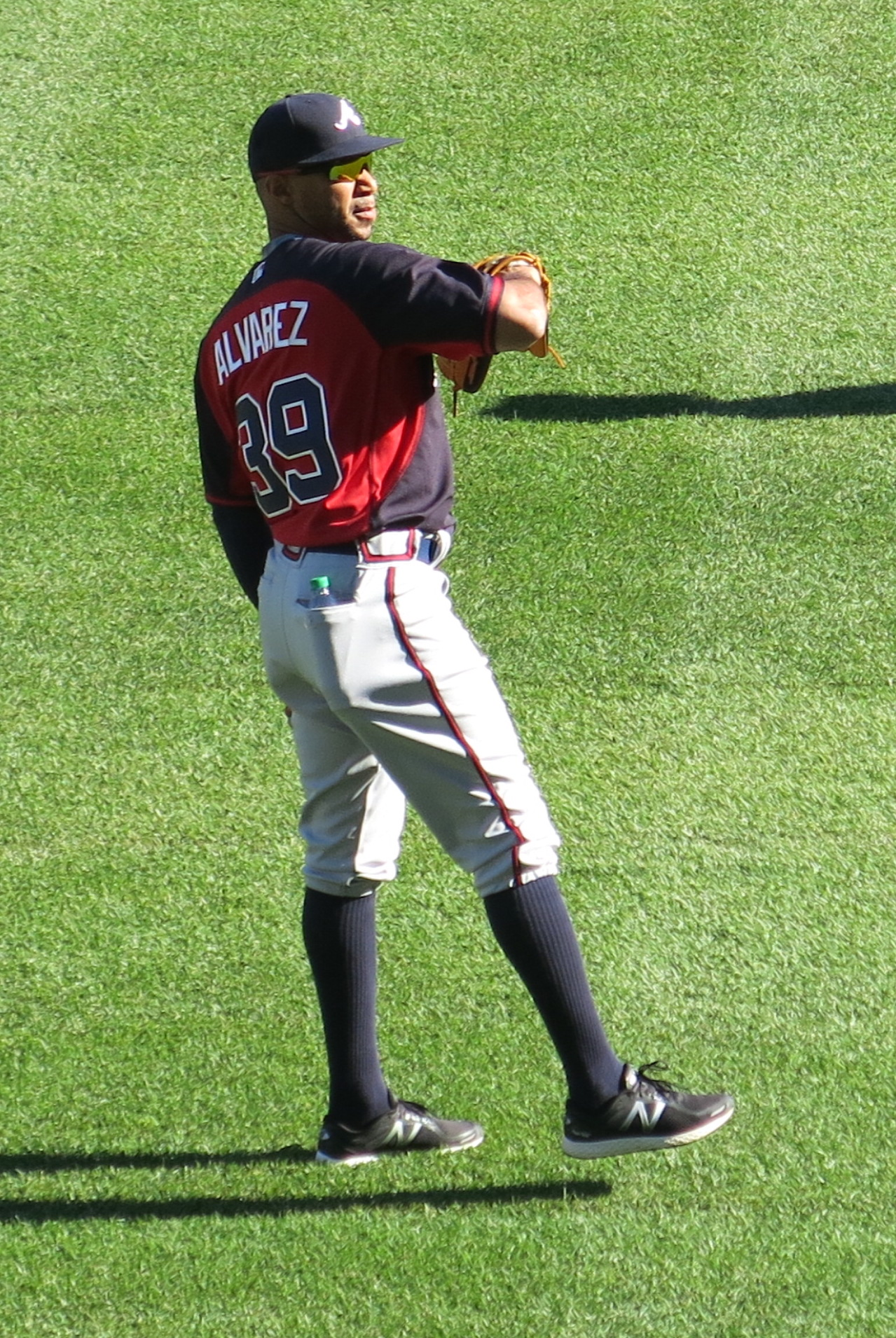
アトランタ・ブレーブス時代
(2016年6月17日)

2016年5月25日にウェイバー公示を経てアトランタ・ブレーブスへ移籍した。ブレーブスでは16試合に登板して3勝1敗・防御率3.00・28奪三振の成績を残した。

### レンジャーズ時代
2016年7月27日にトラビス・デメリットとのトレードで、ルーカス・ハレルと共にテキサス・レンジャーズへ移籍した。レンジャーズでは10試合に登板して防御率7.71・13奪三振の成績を残した。また、この年所属した2球団（メッツではメジャー登板なし）合計では26試合に登板して3勝1敗・防御率5.06・41奪三振の成績を残した。
2017年9月1日にDFAとなり、7日にマイナー契約に切り替わって傘下のAAA級ラウンドロック・エクスプレス配属となった。この年メジャーでは20試合に登板して2勝0敗・防御率2.76・17奪三振の成績を残した。オフの11月6日にFAとなった。

### カブス傘下時代
2017年11月29日にシカゴ・カブスと1年契約を結んだ。

### マリナーズ傘下時代
2018年シーズン前の3月21日にウェイバー公示を経てシアトル・マリナーズへ移籍した。シーズンでは開幕から傘下のAAA級タコマ・レイニアーズでプレー。4月25日に40人枠外となった。8月3日に放出された。

### ツインズ傘下時代
2019年1月10日にミネソタ・ツインズとマイナー契約を結んだが、3月27日に放出された。

### ツインズ退団後
2019年5月17日にメキシカンリーグのユカタン・ライオンズと契約を結んだが、2試合に登板して0勝1敗、防御率17.18と結果を残せず、31日に放出された。
2020年はいずれの球団にも所属しなかった。オフシーズンはリーガ・デ・ベイスボル・プロフェシオナル・デ・ラ・レプブリカ・ドミニカーナのアギラス・シバエーニャスでプレーし、2021年のカリビアンシリーズでドミニカ共和国代表としてもプレーした。
2021年6月10日にメキシカンリーグのラグナ・ユニオン・コットンファーマーズと契約した。17試合に登板して、1勝1敗2セーブ、防御率5.14という成績だった。また東京オリンピックの野球ドミニカ共和国代表に選出され、中継ぎとして3試合に登板。ドミニカの銅メダル獲得に貢献した。
2022年2月4日、カナダのアマチュアリーグであるインターカウンティ・ベースボール・リーグ（IBL）のゲルフ・ロイヤルズに入団した。

## 詳細情報

### 年度別投手成績
| 年 度    | 球 団    | 登 板 | 先 発 | 完 投 | 完 封 | 無 四 球 | 勝 利 | 敗 戦 | セ 丨 ブ | ホ 丨 ル ド | 勝 率 | 打 者 | 投 球 回 | 被 安 打 | 被 本 塁 打 | 与 四 球 | 敬 遠 | 与 死 球 | 奪 三 振 | 暴 投 | ボ 丨 ク | 失 点 | 自 責 点 | 防 御 率 | W H I P |
| -------- | -------- | ----- | ----- | ----- | ----- | -------- | ----- | ----- | -------- | ----------- | ----- | ----- | -------- | -------- | ----------- | -------- | ----- | -------- | -------- | ----- | -------- | ----- | -------- | -------- | ------- |
| 2014     | NYM      | 4     | 0     | 0     | 0     | 0        | 0     | 0     | 0        | 1           | ----  | 8     | 1.1      | 4        | 1           | 0        | 0     | 0        | 1        | 0     | 0        | 2     | 2        | 13.50    | 3.00    |
| 2015     | NYM      | 6     | 0     | 0     | 0     | 0        | 1     | 0     | 0        | 1           | 1.000 | 19    | 3.2      | 5        | 2           | 1        | 0     | 2        | 2        | 0     | 1        | 5     | 5        | 12.27    | 1.64    |
| 2016     | ATL      | 16    | 0     | 0     | 0     | 0        | 3     | 1     | 0        | 1           | .750  | 61    | 15.0     | 11       | 3           | 5        | 2     | 1        | 28       | 4     | 0        | 5     | 5        | 3.00     | 1.07    |
| 2016     | TEX      | 10    | 0     | 0     | 0     | 0        | 0     | 0     | 0        | 0           | ----  | 52    | 11.2     | 17       | 3           | 2        | 0     | 2        | 13       | 1     | 0        | 11    | 10       | 7.71     | 1.63    |
| '16計    | TEX      | 26    | 0     | 0     | 0     | 0        | 3     | 1     | 0        | 1           | .750  | 113   | 26.2     | 28       | 6           | 7        | 2     | 3        | 41       | 5     | 0        | 16    | 15       | 5.06     | 1.31    |
| 2017     | TEX      | 20    | 0     | 0     | 0     | 0        | 2     | 0     | 0        | 3           | 1.000 | 82    | 16.1     | 19       | 1           | 14       | 0     | 2        | 17       | 2     | 1        | 8     | 5        | 2.76     | 2.02    |
| MLB：4年 | MLB：4年 | 56    | 0     | 0     | 0     | 0        | 6     | 1     | 0        | 6           | .857  | 222   | 48.0     | 56       | 10          | 22       | 2     | 7        | 61       | 7     | 2        | 31    | 27       | 5.06     | 1.63    |

- 2020年度シーズン終了時

### 年度別守備成績
| 年 度 | 球 団 | 投手（P） | 投手（P） | 投手（P） | 投手（P） | 投手（P） | 投手（P） |
| 年 度 | 球 団 | 試 合     | 刺 殺     | 補 殺     | 失 策     | 併 殺     | 守 備 率  |
| ----- | ----- | --------- | --------- | --------- | --------- | --------- | --------- |
| 2014  | NYM   | 4         | 0         | 0         | 0         | 0         | ----      |
| 2015  | NYM   | 6         | 0         | 0         | 0         | 0         | ----      |
| 2016  | ATL   | 16        | 0         | 0         | 0         | 0         | ----      |
| 2016  | TEX   | 10        | 0         | 2         | 0         | 0         | 1.000     |
| '16計 | TEX   | 26        | 0         | 2         | 0         | 0         | 1.000     |
| 2017  | TEX   | 20        | 0         | 1         | 0         | 0         | 1.000     |
| MLB   | MLB   | 56        | 0         | 3         | 0         | 0         | 1.000     |

- 2020年度シーズン終了時

### 代表歴
- 2020年東京オリンピックの野球競技・ドミニカ共和国代表

### 背番号
- 68（2014年 - 2015年）
- 39（2016年 - 2017年）